# Список похороненных на Новодевичьем кладбище (З)
Новодевичье кладбище является одним из самых известных некрополей Москвы. Оно было образовано в 1898 году вдоль южной стены Новодевичьего монастыря, где имеется дворянский некрополь XIX века. В советское время это было второе по значимости кладбище после некрополя у Кремлёвской стены. Многие могилы Новодевичьего кладбища являются объектами культурного наследия. В данной статье представлен список значимых людей, похороненных на Новодевичье кладбище, фамилии которых начинаются на букву «З».

## Список
- Заболоцкий, Николай Алексеевич (1903—1958) — поэт; 5 уч. 40 ряд.
- Заварицкий, Александр Николаевич (1884—1952) — геолог, петрограф, академик АН СССР; 3 уч. 25 ряд.
- Задионченко, Семён Борисович (1898—1972) — Первый секретарь Днепропетровского обкома КП Украины (1938—1941), Башкирского (1942—1943) и Кемеровского (1943—1946) обкомов ВКП(б); 7 уч. лев. ст. 2 ряд.
- Заклинская, Елена Дмитриевна (1910—1989) — палеонтолог, доктор геолого-минералогических наук, профессор Геологического института АН СССР; 1 уч.
- Заломов, Пётр Андреевич (1877—1955) — участник революционного движения с 1892 года; прототип Павла Власова, героя романа Максима Горького «Мать»; 3 уч. 64 ряд
- Замчевский, Иван Константинович (1909—1979) — Первый секретарь Ленинградского горкома КПСС (1953—1956), посол в Югославии (1957—1960), Председатель Госкомитета СССР по печати (1962—1970); колумбарий, секция 128-35-1.
- Занозина-Шихина, Розалия Михайловна (1927—1965) — чемпионка мира по высшему пилотажу, Заслуженный мастер спорта СССР; 6 уч. 21 ряд
- Зарецкий, Павел Филиппович (1897—1971) — генерал-майор, Герой Советского Союза (1945); колумбарий, 129-8-1

- Зародов, Константин Иванович (1920—1982) — главный редактор газеты «Советская Россия» (1961—1965), Первый заместитель главного редактора газеты «Правда» (1965—1968), шеф-редактор журнала «Проблемы мира и социализма» (1968—1982); 9 уч. 9 ряд
- Зарубин, Георгий Николаевич (1900—1958) — советский государственный деятель, посол в Канаде, Великобритании и США; 5 уч. 24 ряд у Центральной аллеи.
- Зархи, Александр Григорьевич (1908—1997) — кинорежиссёр, сценарист, народный артист СССР; 10 уч. 9 ряд.
- Заславский, Абрам Моисеевич (1899—1962) — архитектор; 8 уч. 19 ряд.
- Засядько, Александр Фёдорович (1910—1963) — министр угольной промышленности западных районов и Министр угольной промышленности СССР; 8 уч. 33 ряд.
- Затевахин, Иван Иванович (1901—1957) — генерал-лейтенант; 5 уч. 4 ряд, рядом похоронена Затевахина Нина Иосифовна.

- Захава, Борис Евгеньевич (1896—1976) — актёр, режиссёр, педагог, театровед, доктор искусствоведения, руководитель Театрального училища имени Б. В. Щукина, народный артист СССР; 2 уч. 9 ряд.
- Захаров, Владимир Григорьевич (1901—1956) — композитор, хоровой дирижёр, художественный руководитель Русского народного хора имени Пятницкого; 1 уч. 19 ряд.
- Захаров, Георгий Фёдорович (1897—1957) — генерал армии; автор памятника А. Е. Елецкий; 1 уч. 14 ряд
- Захаров, Марк Анатольевич (1933—2019) — советский и российский режиссёр театра и кино, Герой Труда Российской Федерации, Народный артист СССР; 5 уч., 34 ряд
- Захаров, Пётр Андреевич (1905—1974) — министр геологии СССР (1949—1953); 7 уч. лев.ст. 6 ряд.
- Захаров, Семён Егорович (1906—1986) — Адмирал (1966); 7 уч. лев. ст. 22 ряд
- Захватаев, Никанор Дмитриевич (1898—1963) — генерал-полковник (1945), Герой Советского Союза (1945); 8 уч. 23 ряд
- Збарский, Борис Ильич (1885—1954) — биохимик, академик АМН СССР; 4 уч. 15 ряд

- Зверев, Арсений Григорьевич (1900—1969) — советский государственный деятель, Нарком, затем Министр финансов СССР; 7 уч. лев.ст. 1 ряд.

- Зверев, Сергей Алексеевич (1912—1978) — министр оборонной промышленности СССР; 8 уч. 36 ряд.
- Зверьков, Ефрем Иванович (1921—2012) — живописец, действительный член АХ СССР; 7 уч. (лев. ст.), 3 ряд, 14 место.
- Звонков, Василий Васильевич (1891—1965) — учёный в области транспорта и водного хозяйства, член-корреспондент АН СССР, Заслуженный деятель науки и техники РСФСР; 6 уч. 25 ряд
- Згуриди, Александр Михайлович (1904—1998) — кинорежиссёр, документалист, педагог, профессор ВГИКа, народный артист СССР; 10 уч. 9 ряд.
- Зеленин, Владимир Филиппович (1881—1968) — терапевт, академик АМН СССР (1944); 7 уч. пр.ст. 5 ряд
- Зелинский, Николай Дмитриевич (1861—1953) — химик-органик, создатель угольного противогаза, академик АН СССР; автор памятника Н. Б. Никогосян; 1 уч. 42 ряд.
- Зельдин, Владимир Михайлович (1915—2016) — актёр, народный артист СССР; 5 уч., 33 ряд.
- Зельдович, Яков Борисович (1914—1987) — физик, академик АН СССР; 10 уч. 4 ряд.
- Зенкевич, Лев Александрович (1889—1970) — гидробиолог, академик АН СССР; 7 уч. пр.ст. 11 ряд.
- Зеркалова, Дарья Васильевна (1901—1982) — актриса Театра Красной Армии и Малого театра, народная артистка РСФСР; 2 уч. 13 ряд.
- Зернов, Павел Михайлович (1905—1964) — участник создания экспериментальной и конструкторской базы по разработке ядерного оружия Арзамас-16, заместитель Министра среднего машиностроения СССР (1951—1964), генерал-лейтенант инженерно-танковой службы, дважды Герой Социалистического Труда (1949, 1956), лауреат Ленинской (1963) и двух Государственных премий СССР (1951, 1953); 6 уч. 4 ряд.
- Зильбер, Лев Александрович (1894—1966) — микробиолог, вирусолог, иммунолог, академик АМН СССР; 6 уч. 25 ряд.
- Зиновьев, Александр Александрович (1922—2006) — русский логик, социолог и писатель, доктор философских наук; 10 уч. 8 ряд (кенотаф).
- Злобин, Степан Павлович (1903—1965) — писатель; 6 уч. 23 ряд у Центральной аллеи.
- Зимелев, Георгий Владимирович  (1903—1962) —  академик Академии артиллерийских наук, генерал-майор инженерно-танковой службы; 4 уч. 4 ряд.
- Зозуля, Фёдор Владимирович (1907—1964) — Адмирал (1955); 1 уч. 43 ряд в районе 5 ряда.
- Золотухин, Григорий Сергеевич (1911—1988) — Первый секретарь Тамбовского обкома (1955—1966) и Краснодарского крайкома (1966—1973) КПСС, министр заготовок (1973—1985) и хлебопродуктов (1985—1987) СССР, Герой Социалистического Труда (1973); 10 уч. 5 ряд.

- Зотиков, Владимир Евгеньевич (1887—1970) — учёный, текстильщик, Заслуженный деятель науки и техники РСФСР (1963), доктор технических наук, профессор; 2 уч. 9 ряд.
- Зотов, Василий Петрович (1899—1977) — министр пищевой промышленности СССР, заместитель Председателя Госплана СССР; 7 уч. лев.ст. 12 ряд.
- Зражевский, Александр Иванович (1886—1950) — актёр театра и кино, народный артист СССР; 2 уч. 8 ряд.
- Зубов, Константин Александрович (1888—1956) — актёр театра и кино, режиссёр, народный артист СССР, профессор Театрального училища имени М. С. Щепкина; автор памятника З. М. Виленский; 2 уч. 7 ряд.
- Зуева, Анастасия Платоновна (1896—1986) — актриса театра и кино, народная артистка СССР; 3 уч. 42 ряд.
- Зыкина, Людмила Георгиевна (1929—2009) — певица, народная артистка СССР (1973); 5 уч. 23 ряд у Центральной аллеи.
- Зыков, Юрий Николаевич (1922—1944) — лётчик-штурмовик, гвардии старший лейтенант, Герой Советского Союза (1944); 4 уч. 7 ряд.